# Noreena lemona
Noreena lemona är en fjärilsart som beskrevs av William Chapman Hewitson 1874. Noreena lemona ingår i släktet Noreena och familjen juvelvingar. Inga underarter finns listade i Catalogue of Life.